# Михайлов, Андрей Дмитриевич (Герой Социалистического Труда)
Андрей Дмитриевич Михайлов (25 декабря 1929, Кощеево, Центрально-Чернозёмная область — 3 января 2011, Белгородская область) — председатель колхоза имени XXI съезда КПСС Корочанского района Белгородской области, Герой Социалистического Труда (1971).

## Биография
Родился 25 декабря 1929 года в селе Кощеево Корочанского района (ныне Белгородской области).
Учился в Емельяновской начальной школе, затем перевёлся и окончил Кощеевскую семилетнюю школу. 22 июня 1941 года умерла мать, отец погиб на фронте в 1943 году. В годы Великой Отечественной войны работал в колхозе — пахал, сеял, косил. В 1951—1967 годах — председатель колхоза имени Кирова. В 1967 году окончил заочно Корочанский сельскохозяйственный техникум.
В 1967—1983 годах — председатель специализированного по животноводству колхоза имени XXI съезда КПСС Корочанского района Белгородской области. Руководил постройкой птицеводческого комплекса в Бехтеевке. Колхоз награждён орденом Трудового Красного Знамени, десятки колхозников удостоились государственных наград. На средства колхоза в селе Новая Слободка построены Дом культуры, школа, медпункт, магазин, детский сад.
Указом Президиума Верховного Совета СССР от 8 апреля 1971 года «за выдающиеся успехи, достигнутые в развитии сельскохозяйственного производства и выполнении пятилетнего плана продажи государству продуктов земледелия и животноводства» удостоен звания Героя Социалистического Труда с вручением ордена Ленина и золотой медали «Серп и Молот».
В 1973 году заочно окончил Харьковский сельскохозяйственный институт. В 1978 году становится кандидатом экономических наук, защитив диссертацию на тему «Организационно-экономические и технологические основы создания птицефабрик по производству пищевых яиц в колхозах».
В 1983—1995 годах — генеральный директор объединения «Белгородптицепром». В 1995 году вышел на пенсию, разводил пчёл. Умер 3 января 2011 года, через 10 дней после 81 дня рождения.

## Семья
Жена Галина Антоновна, учительница, четыре дочери (троих зовут Валентина, Людмила и Нина), а также есть сын Андрей.

## Признание и награды
Избирался делегатом XXIV съезда КПСС (1971), и III Всесоюзного съезда колхозников (1969).
Награждён 2 орденами Ленина (08.04.1971, 1976), 2 орденами Трудового Красного Знамени (1958, 1986), медалями, в том числе «За трудовую доблесть» (1965) и «За доблестный труд», а также 5 медалями ВДНХ СССР (1 — золотая (за урожай кориандра), 2 — серебряные, 2 — бронзовые), медалью «За заслуги перед Землёй Белгородской» 1-й степени (31.12.2003), нагрудным знаком «Отличник народного образования», памятной медалью «Прохоровское поле — Третье ратное поле России» III степени (распоряжение губернатора Белгородской области от 17.12.2009 г. № 646-р).
24 декабря 2014 года в честь 85-летия со дня рождения Героя в Белгородском краеведческом музее состоялось заседание исторического клуба «Триумф».
1 сентября 2015 года на территории Бехтеевской средней школы, построенной в 1972 году на средства возглавляемого Михайловым колхоза, был установлен бюст Героя (автор — член Союза художников России Д. Ф. Горин).
11 октября 2019 года на доме, в котором проживал Герой, по адресу Народный бульвар, 48 была установлена мемориальная доска в его честь.